# 坎伯蘭 (緬因州)
坎伯蘭（英語：Cumberland）是一個位於美國緬因州坎伯蘭縣的市鎮。

## 人口
根據2020年美國人口普查的數據，坎伯蘭的面積為67.99平方千米，當中陸地面積為59.26平方千米，而水域面積為8.73平方千米。當地共有人口8473人，而人口密度為每平方千米125人。